# Джонсон, Джеймс (джазмен)
Джеймс Прайс Джонсон (1 февраля 1894, Нью-Брансуик, Нью-Джерси, США — 17 ноября 1955, Нью-Йорк) — американский музыкант, джазовый пианист и композитор, один из самых известных джазменов своего времени. Был автором множества популярных в «ревущие двадцатые» мелодий. По национальности был афроамериканцем.
Родился в бедной семье, в детстве пел в церковном хоре и самостоятельно учился играть на пианино. В 1908 году его семья переехала в Нью-Йорк, в 1912 году он впервые был принят на работу пианистом в один из нью-йоркских афроамериканских клубов. К 1920 году был уже весьма известен на Восточном побережье, в том числе как пианист-импровизатор и композитор (нередко исполнял написанные им же композиции). Музыкой продолжал заниматься почти до конца жизни, хотя в 1930-е годы его популярность стала спадать, а в 1940 году он перенёс инсульт, хотя уже спустя два года вернулся к работе и оставил её только после очередного инсульта в 1951 году.
Творчество Джонсона считается важным этапом перехода от регтайма к собственно джазу.